# 7,5 cm PaK 39
7,5 cm Pak 39 (L / 48) (7,5 cm Panzerjägerkanone 39) — 7,5-сантиметровое немецкое противотанковое орудие Второй Мировой войны. Орудие использовалось для оснащения противотанковых САУ Jagdpanzer IV/48 и Hetzer; Буксируемый вариант орудия не производился. Pak 39 представлял собой электрическое оружие, оснащенное полуавтоматическим затвором и стволом длиной 48 калибра. Орудие могло поражать самые распространенные танки союзников на расстоянии до 1000 метров. Он использовал те же боеприпасы 75 x 495R, что и 7,5 cm KwK 40 из Panzer IV и 7,5 cm StuK 40, установленные на штурмовых орудиях Sturmgeschütz. Pak 39 производился с 1943 года на предприятиях Rheinmetall-Borsig AG в Унтерлюсс и на Seitz-Werke GmbH в Бад-Кройцнах. Основными типами боеприпасов были: Panzergranatpatrone 39 (APCBC), Sprenggranatpatrone 37 (HE) и различные версии Granatpatrone 39 HL (HEAT).

## Технические характеристики
Полное обозначение: 7,5 cm Panzerjägerkanone 39 (L/48)
Тип: Противотанковая пушка
Калибр: 7,5 см (2,95 дюйма)
Патрон: 75×495 мм. R
Длина ствола: 48 калибров 3 615 мм (11 футов 10,3 дюйма)
Дульная скорость: 750 м/с (2 500 футов/с) (снаряд Panzergranate 39 AP)
Вес: 1,235 кг (2,723 фунта)
Ресурс ствола: 5000-7000 выстрелов
Основные типы боеприпасов:
Бронебойный снаряд 39 (Pzgr.Patr. 39)
Разрывной снаряд 37 (Sprgr. Patr. 37)
PzGr. 39 HL (Gr. Patr. 39 HL)
|              | Диапазон | Диапазон | Диапазон | Диапазон | Диапазон |
| Выстрел, м   | 100      | 500      | 1000     | 1500     | 2000     |
| PzGr. 39, мм | 106      | 96       | 82       | 74       | 64       |
| ------------ | -------- | -------- | -------- | -------- | -------- |